# Змія двоколірна
Змія двоколірна (лат. Loxocemus bicolor) — єдиний представник єдиного роду неотруйних змій Двоколірна змія родини Двоколірні змії. Раніше відносили його спочатку до родини Пітонів, згодом до Променистих змій. Інша назва «мексиканський земляний пітон».

## Опис
Загальна довжина досягає 1—1,2 м. За будовою черепа й мускулатури має схожість з променистими зміями. Голова конусоподібна. Тулуб щільний, який поступово звужується спереду і ззаду. Хвіст досить короткий, затуплений. Має розвинені обидві легені, рудименти таза та задніх кінцівок. Луска дуже дрібна. Спина забарвлений в одноколірний бурий тон з металевим блиском луски, черево має світле забарвлення, що заходить на боки й різко відокремлено від темного верху. На тулубі іноді присутні плями неправильної форми з білої луски.
Полюбляє вологі або сухі тропічні ліси. Значний час проводить риючись у ґрунті та лісовій підстилці. Зустрічається на висоті до 600 м. Активна вночі. Харчується дрібними ссавцями та дрібними птахами, іноді яйцями ігуани.
Це яйцекладна змія. Самиця відкладає 2—4 яєць.

## Розповсюдження
Мешкає у південній Мексиці, Гватемалі, Гондурасі, Сальвадорі, Нікарагуа, Коста-Риці.